# Dérivée partielle
 (avril 2009).
Si vous disposez d'ouvrages ou d'articles de référence ou si vous connaissez des sites web de qualité traitant du thème abordé ici, merci de compléter l'article en donnant les références utiles à sa vérifiabilité et en les liant à la section « Notes et références ».

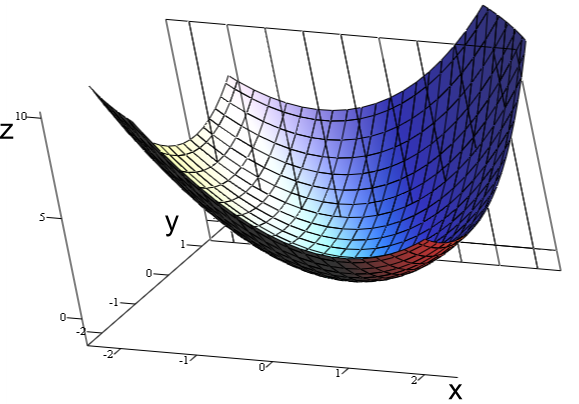
Graphique de l'équation xx+xy+yy=z avec y=1.

En mathématiques, la dérivée partielle d'une fonction de plusieurs variables est sa dérivée par rapport à l'une de ses variables, les autres étant gardées constantes. C'est une notion de base de l'analyse en dimension {\displaystyle n}, de la géométrie différentielle et de l'analyse vectorielle. 
La dérivée partielle de la fonction {\displaystyle f} par rapport à la variable {\displaystyle x} est souvent notée {\displaystyle {\frac {\partial f}{\partial x}}}.
Si {\displaystyle f} est une fonction de {\displaystyle x_{1},\cdots ,x_{n}}et {\displaystyle \mathrm {d} x_{1},\cdots ,\mathrm {d} x_{n}} sont les accroissements infinitésimaux de {\displaystyle x_{1},\cdots ,x_{n}} respectivement, alors l'accroissement infinitésimal correspondant de {\displaystyle f} est :
{\displaystyle \mathrm {d} f={\frac {\partial f}{\partial x_{1}}}\,\mathrm {d} x_{1}+\cdots +{\frac {\partial f}{\partial x_{n}}}\,\mathrm {d} x_{n}}.
Cette expression est la « différentielle totale » de {\displaystyle f}, chaque terme dans la somme étant une « différentielle partielle » de {\displaystyle f}.
Dans le cas où la fonction ne dépend que d'une seule variable, la dérivée et la dérivée partielle sont identiques : {\displaystyle f'={\frac {\mathrm {d} f}{\mathrm {d} x}}={\frac {\partial f}{\partial x}}}.

## Exemple
Considérons le volume d'un cône {\displaystyle V} ; il dépend de la hauteur {\displaystyle h} et du rayon {\displaystyle r} de la base suivant la formule
{\displaystyle V={\frac {r^{2}h\pi }{3}}}.
La dérivée partielle de {\displaystyle V} par rapport à {\displaystyle r} est 
{\displaystyle {\frac {\partial V}{\partial r}}={\frac {2rh\pi }{3}}}.
Elle décrit la façon dont le volume d'un cône varie si son rayon est changé en maintenant sa hauteur constante. 
La dérivée partielle par rapport à {\displaystyle h} est
{\displaystyle {\frac {\partial V}{\partial h}}={\frac {r^{2}\pi }{3}}}
et représente la façon dont varie le volume si c'est la hauteur du cône qui est changée tout en maintenant le rayon constant.
On peut alors exprimer la façon dont varie le volume si à la fois le rayon et la hauteur du cône sont changés.
{\displaystyle \mathrm {d} V={\frac {\partial V}{\partial r}}\mathrm {d} r+{\frac {\partial V}{\partial h}}\mathrm {d} h={\frac {2rh\pi }{3}}\mathrm {d} r+{\frac {r^{2}\pi }{3}}\mathrm {d} h=\left({\frac {\partial V}{\partial r}}{\vec {e}}_{r}+{\frac {\partial V}{\partial h}}{\vec {e}}_{z}\right)\cdot \left(\mathrm {d} r{\vec {e}}_{r}+\mathrm {d} h{\vec {e}}_{z}\right)}
{\displaystyle =\left({\frac {2rh\pi }{3}}{\vec {e}}_{r}+{\frac {r^{2}\pi }{3}}{\vec {e}}_{z}\right)\cdot \left(\mathrm {d} r{\vec {e}}_{r}+\mathrm {d} h{\vec {e}}_{z}\right)={\overrightarrow {\operatorname {grad} }}\,V\cdot {\overrightarrow {\mathrm {d} OM}}}
Le point {\displaystyle O} est le sommet du cône et {\displaystyle M} est un point du rayon de la base.
Les équations différentielles faisant intervenir des dérivées partielles, appelées équations aux dérivées partielles, se rencontrent dans de multiples contextes en sciences.

## Définition formelle et propriétés
Les dérivées partielles sont définies à partir de limites. Leur définition est analogue à celle des dérivées « ordinaires », qu'elles généralisent.
Définition — 
Soient {\displaystyle a=(a_{1},\dots ,a_{n})} un point de {\displaystyle \mathbb {R} ^{n}}, {\displaystyle U} un voisinage de {\displaystyle a} dans {\displaystyle \mathbb {R} ^{n}}, et {\displaystyle f:U\to \mathbb {R} } une fonction de {\displaystyle n} variables.
La dérivée partielle (d'ordre 1, ou première) de {\displaystyle f} au point {\displaystyle a} par rapport à la {\displaystyle j}e variable {\displaystyle x_{j}} est, si elle existe, la dérivée directionnelle de {\displaystyle f} au point {\displaystyle a_{j}} dans la direction du {\displaystyle j}e vecteur de la base canonique, ou encore, la dérivée au point {\displaystyle a_{j}} de la fonction réelle d'une variable réelle {\displaystyle x\mapsto f(a_{1},\dots ,a_{j-1},x,a_{j+1},\dots ,a_{n})} :
{\displaystyle {\frac {\partial f}{\partial x_{j}}}(a)=\lim _{h\to 0}{f(a_{1},\dots ,a_{j-1},a_{j}+h,a_{j+1},\dots ,a_{n})-f(a_{1},\dots ,a_{n}) \over h}}.
Même si toutes les dérivées partielles {\displaystyle {\frac {\partial f}{\partial x_{1}}}(a),\,\dots ,\,{\frac {\partial f}{\partial x_{n}}}(a)} existent en un point donné, la fonction peut ne pas être continue en ce point. On dispose toutefois d'une condition suffisante de différentiabilité — et, a fortiori, de continuité — d'une fonction en un point :
Théorème — Si toutes les dérivées partielles (d'ordre 1) de {\displaystyle f} sont définies dans un voisinage de {\displaystyle a} et continues au point {\displaystyle a}, alors {\displaystyle f} est différentiable en ce point. Il suffit même que l'une des dérivées partielles soit définie au point {\displaystyle a} et que les autres soient définies dans un voisinage de {\displaystyle a} et continues au point {\displaystyle a}.
Par conséquent, si les dérivées partielles sont définies et continues sur un ouvert {\displaystyle U} alors la différentielle l'est aussi. Dans ce cas, on dit que {\displaystyle f} est de classe {\displaystyle C^{1}} sur {\displaystyle U}.
Le vecteur dont les composantes sont les dérivées partielles premières de {\displaystyle f} en un point donné {\displaystyle a} est appelé gradient de {\displaystyle f} au point {\displaystyle a} :
{\displaystyle {\overrightarrow {\operatorname {grad} }}f(a)=\left({\frac {\partial f}{\partial x_{1}}}(a),\dots ,{\frac {\partial f}{\partial x_{n}}}(a)\right)} ; on le note aussi {\displaystyle {\overrightarrow {\nabla }}f(a)} (lire « nabla »).
Si {\displaystyle f} est de classe {\displaystyle C^{1}}, alors le gradient de {\displaystyle f} au point {\displaystyle a}, quand il est non nul, a une interprétation géométrique : il indique la direction selon laquelle {\displaystyle f} varie le plus vite, la ligne de plus grande pente.

## Dérivées partielles d'ordre supérieur
Lorsque la dérivée partielle {\displaystyle {\frac {\partial f}{\partial x_{i}}}} est définie au voisinage d'un point, il se peut qu'elle admette elle-même des dérivées partielles d'ordre 1 en ce point : elles sont appelées dérivées partielles d'ordre 2, ou secondes, de {\displaystyle f} ; la dérivée partielle d'ordre 1 de {\displaystyle {\frac {\partial f}{\partial x_{i}}}} au point {\displaystyle a} par rapport à la {\displaystyle j}e variable est notée {\displaystyle {\frac {\partial ^{2}f}{\partial x_{j}\,\partial x_{i}}}(a)}. On définit de manière analogue des dérivées partielles d'ordre supérieur.
Si {\displaystyle f} est deux fois dérivable en un point alors toutes les dérivées partielles secondes de {\displaystyle f} en ce point existent et l'ordre de dérivation peut être changé sans que cela modifie le résultat, d'après le théorème de Schwarz :
{\displaystyle {\frac {\partial ^{2}f}{\partial x_{i}\,\partial x_{j}}}={\frac {\partial ^{2}f}{\partial x_{j}\,\partial x_{i}}}}.
Si toutes les dérivées partielles secondes de {\displaystyle f} sont définies et continues sur un ouvert {\displaystyle U}, alors (voir supra) la différentielle seconde de {\displaystyle f} l'est aussi. Dans ce cas, on dit que {\displaystyle f} est de classe {\displaystyle C^{2}} sur {\displaystyle U}.

## Notation
Le caractère ∂, symbole de la dérivation partielle, est appelé d rond, ou parfois d ronde (à ne pas confondre avec {\displaystyle \delta }, le delta minuscule de l'alphabet grec).
Soit {\displaystyle f} une fonction de {\displaystyle x}, {\displaystyle y} et {\displaystyle z}. 
La dérivée partielle par rapport à la première variable est notée :
{\displaystyle \mathrm {D} _{1}f}(Chatterji p. 79), {\displaystyle {\frac {\partial f}{\partial x}}}, {\displaystyle f_{x}'} ou {\displaystyle \partial _{x}f}
et celles du second ordre :
{\displaystyle \mathrm {D} _{1,1}f}(Chatterji p. 123), {\displaystyle {\frac {\partial ^{2}f}{\partial x^{2}}}}, {\displaystyle f_{x,x}''}, {\displaystyle \partial _{x,x}f} ou {\displaystyle \partial _{x}^{2}f}.
Celles du second ordre impliquant deux variables — appelées dérivées mixtes du second ordre — s'écrivent :
{\displaystyle \mathrm {D} _{1,2}f}(Chatterji p. 123), {\displaystyle {\frac {\partial ^{2}f}{\partial x\,\partial y}}}, {\displaystyle f_{x,y}''} ou {\displaystyle \partial _{x,y}f}.
et
{\displaystyle \mathrm {D} _{2,1}f}(Chatterji p. 123), {\displaystyle {\frac {\partial ^{2}f}{\partial y\,\partial x}}}, {\displaystyle f_{y,x}''} ou {\displaystyle \partial _{y,x}f}.
Quand on a affaire à des fonctions de plusieurs variables, certaines peuvent être reliées les unes aux autres et il peut être nécessaire de spécifier celles qui sont maintenues constantes. 
Dans des domaines comme la thermodynamique ou la mécanique statistique, la dérivée partielle de {\displaystyle f} par rapport à {\displaystyle x}, les variables {\displaystyle y} et {\displaystyle z} étant maintenues constantes, est souvent notée {\displaystyle \left({\frac {\partial f}{\partial x}}\right)_{y,z}}.